# Pierre de Hauteclocque
Pour les articles homonymes, voir de Hauteclocque.
Pierre de Hauteclocque est un militaire français, né le 10 février 1910 à Alençon (Orne) et mort le 24 septembre 2004 à Toulon (Var). Cousin du maréchal Leclerc, il est comme lui Compagnon de la Libération.

## Biographie
Sorti de l'école militaire de Saint-Cyr (promotion Joffre), il demande à être affecté dans la Légion étrangère.
Au début de la Seconde Guerre mondiale   il participe à la campagne de Norvège de mars à juin 1940 avec la 13e demi-brigade de Légion étrangère. Il se distingue au débarquement de Meby et reçoit la Croix de Guerre norvégienne pour son action. Le 19 juin 1940, il est évacué vers le Royaume-Uni, au moment où la France demande un armistice à l'Allemagne hitlérienne. Il rallie à Londres les Forces françaises libres du général de Gaulle, et prend le pseudonyme de Pierre de Rennepont.
En septembre 1940, il participe à la bataille de Dakar et est ensuite affecté au régiment de tirailleurs sénégalais du Tchad, commandé par Leclerc, qui lui confie le commandement d'une compagnie portée. Il prend part à la bataille de Koufra (Libye) début 1941 et est nommé, pour son comportement au combat, Compagnon de la Libération. Il combat aussi à la seconde bataille d'El-Alamein, à l'automne 1942, avec la 13e demi-brigade de Légion étrangère.
Il finit la guerre en Syrie et au Levant pour le compte du Bureau central de renseignements et d'action.
Après 1945, il poursuit sa carrière militaire avec des commandements à Madagascar, de 1946 à 1949, au Maroc, de 1949 à 1951, en Indochine, de 1952 à 1954, avant de retourner au Maroc. Après 1955, il est affecté au Groupe de Subdivisions de Bordeaux. Il quitte l'armée en 1958, avec le grade de lieutenant-colonel.
De 1962 à 1971, il travaille pour la compagnie pétrolière française Total.

## Distinctions
- Commandeur de la Légion d'honneur
- Compagnon de la Libération par décret du 14 juillet 1941[3]
- Croix de guerre 1939–1945 (2 citations)
- Croix de guerre des Théâtres d'opérations extérieurs
- Croix du combattant volontaire de la guerre de 1939–1945
- Croix du combattant volontaire de la Résistance
- Croix du combattant
- Médaille coloniale avec agrafes AFL, Koufra, Libye, Madagascar et E- O
- Médaille commémorative française de la guerre 1939–1945
- Médaille commémorative de la campagne d'Indochine
- Médaille commémorative des services volontaires dans la France libre
- Médaille commémorative des opérations de sécurité et de maintien de l'ordre
- Croix de guerre norvégienne
- Officier de l'ordre de l'Étoile d'Anjouan